# Phare du cap Reinga
 (décembre 2023).
Si vous disposez d'ouvrages ou d'articles de référence ou si vous connaissez des sites web de qualité traitant du thème abordé ici, merci de compléter l'article en donnant les références utiles à sa vérifiabilité et en les liant à la section « Notes et références ».
Le phare du cap Reinga est un phare situé sur le cap Reinga en bout de la péninsule nord-ouest de la région de Northland (île du Nord), en Nouvelle-Zélande.

## Histoire
Le  phare, mis en service en mai 1941, fut le dernier phare habité à être construit. Il a remplacé le phare du cap Maria van Diemen, situé sur l'île voisine de Motuopao. L’accès à ce phare étant difficile en raison de la mer agitée, il a été décidé en 1938 de déplacer le phare au cap Reinga pour des raisons de sécurité. Le système optique à lentille de Fresnel de l'île Motuopao a été réutilisé au cap Reinga en utilisant une lampe électrique de 1 000 watts pouvant être vue sur une distance de 26 milles marins (48 km). La lampe était alimentée par un générateur diesel. En mai 2000, l'objectif et la lampe d'origine ont été remplacés par une balise de 50 watts. La balise est alimentée par des batteries rechargées par des cellules solaires.
Le phare a été entièrement automatisé en 1987 et est maintenant surveillé et géré depuis une salle de contrôle de la Maritime New Zealand (en) à Wellington. Il se trouve dans la Te Paki Recreation Reserve  géré par le Ministère  de la Conservation et il est accessible par une route pavée.

## Description
Ce phare est une tour octogonale, avec une galerie et lanterne de 10 m de haut. Le phare est peint en blanc et le dôme de la lanterne est noire. Il émet, à une hauteur focale de 165 m, un bref éclat blanc de 0,1 seconde par période de 12 secondes. Sa portée est de 19 milles nautiques (environ 35 km).
Identifiant : ARLHS : NZL-012 - Amirauté : K3688 - NGA : 3796 .

## Caractéristique dufeu maritime
Fréquence : 12 secondes (W)
- Lumière : 0,1 seconde
- Obscurité : 11,9 secondes

|            |
| Cap Reinga |

|          |
| Le phare |

### Lien connexe
- Liste des phares de Nouvelle-Zélande